# Rhagovelia caunapi
Rhagovelia caunapi – gatunek pluskwiaków różnoskrzydłych z rodziny plesicowatych.

## Taksonomia
Gatunek ten został opisany po raz pierwszy w 2015 roku przez Dorę N. Padillę-Gil na podstawie okazów odłowionych w 2010 roku. Jako lokalizację typową wskazano Río Caunapí w okolicy La Esprielli na terenie kolumbijskiego departamentu Nariño. Epitet gatunkowy pochodzi od lokalizacji typowej.
R. caunapi został prowizorycznie zaliczony do grupy gatunków R. bisignata w obrębie kompleksu gatunków R. angustipes. Pewna klasyfikacja nie była możliwa z uwagi na nieznalezienie formy długoskrzydłej.

## Morfologia
Bezskrzydły samiec osiąga około 3,6 mm, a bezskrzydła samica około 3,4 mm długości ciała. W ubarwieniu dominuje barwa brązowa, przy czym spód ciała jest szarozielony. Błyszcząco czarne są: większe części czułków, kłujki i odnóży, środkowa część siódmego sternitu odwłoka i segmenty genitalne. Z kolei barwę żółtą mają: nasady pierwszego członu czułków, poprzeczna przepaska na przedpleczu, biodra i panewki biodrowe przednich i tylnych odnóży i wszystkie krętarze. Wierzch ciała porastają krótkie, przylegające szczecinki złociste, przemieszane z rozproszonymi, długimi szczecinkami czarnymi. Odnóża tylnej pary u obu płci odznaczają się nieuzbrojonymi udami. Genitalia samca charakteryzują proste krawędzie boczne nasadowej części proktigeru oraz tworząca kąt rozwarty przednia krawędź paramery.

## Ekologia i występowanie
Owad neotropikalny, znany tylko z lokalizacji typowej w Kolumbii. Zasiedla płynące wody słodkie. 